# West-Afrikaanse gestreepte eekhoorn
De West-Afrikaanse gestreepte eekhoorn (Funisciurus lemniscatus)  is een zoogdier uit de familie van de eekhoorns (Sciuridae). De wetenschappelijke naam van de soort werd voor het eerst geldig gepubliceerd door Le Conte in 1857.